# Fresno de la Fuente
Fresno de la Fuente è un comune spagnolo di 74 abitanti situato nella comunità autonoma di Castiglia e León.